# Pekka Heino
Pekka Heino, född 17 juli 1961 i Åbo, är en sverigefinsk programledare, programpresentatör, konferencier, moderator och talare.

## Biografi
Heino föddes i Finland men flyttade till Norrköping vid nio års ålder.
Han började sin karriär som programpresentatör på Sveriges Radio och var sedan också programledare för bland annat Radioapparaten, Frukostbrickan och Smultron & tång. 
Han har också varit auktoriserad Stockholmsguide.
Heino började arbeta för SVT år 1985, i början som programpresentatör för TV2. I början av 1990-talet ledde han programmen Röda tråden 1991–1994, Tusen och en bild 1994–1995 och Entré.
Heino har också varit kommentator för Eurovision Song Contest (1994, 1999 - tillsammans med Anders Berglund - och 2003-2006) och programledare för Vi i femman 2004. 
Han var Sveriges kommentator under Junior Eurovision Song Contest 2004.
Sedan januari 2011 var Heino en av tre programledare i SVT-programmet Go'kväll. Vid utgången av år 2017 lämnade Heino SVT efter 32 år inom företaget.
Sedan han lämnade SVT har han bland annat arbetat som programledare i radio (Karlavagnen), konferencier och moderator.

## Familj

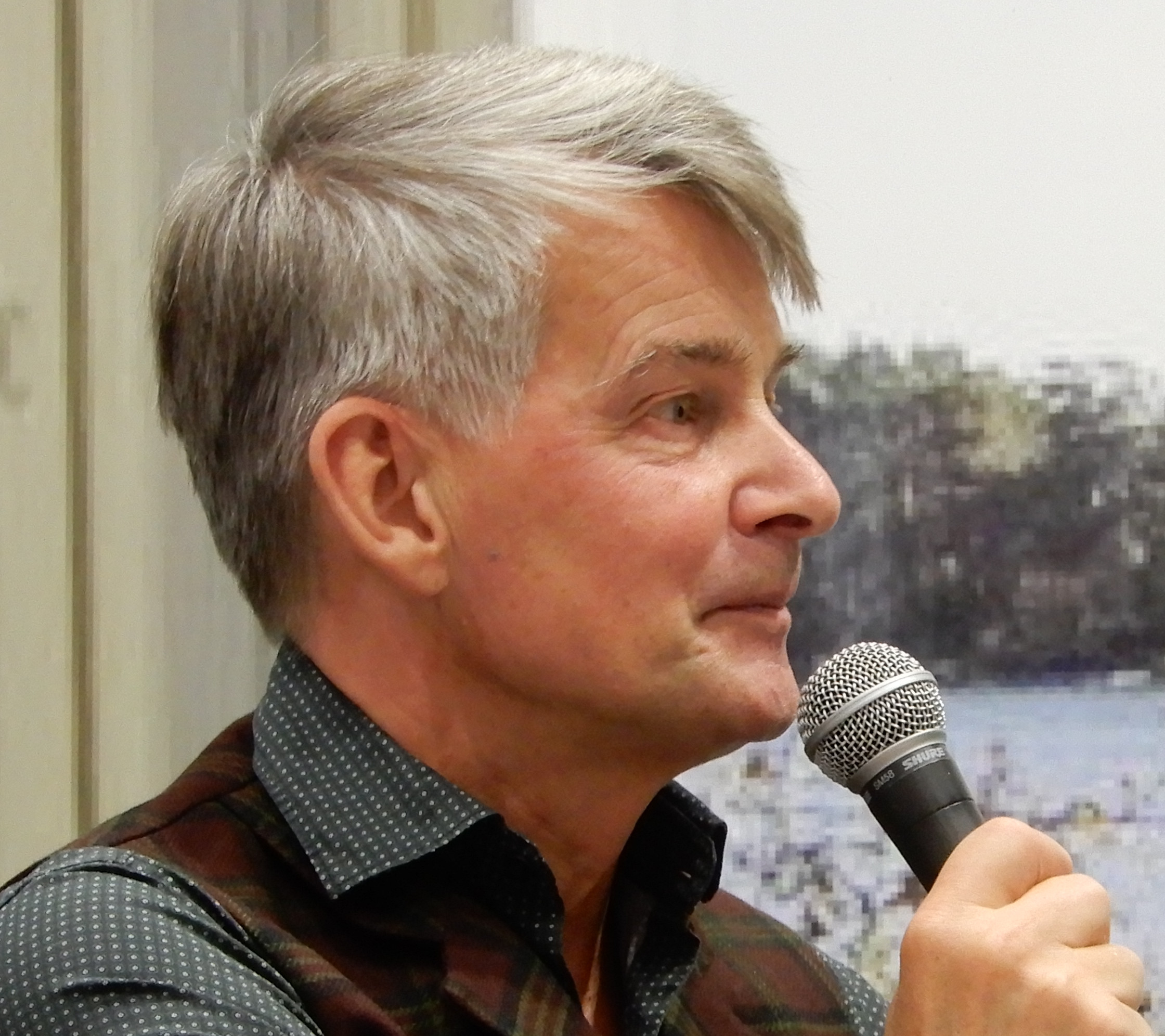
Pekka Heino på Bokmässan 2022

Efter att de varit ett par under många år gifte sig Heino 2015 med Erik Kristensen.